# Hallucination (Sissal)
Hallucination è un singolo della cantante faroese Sissal, pubblicato il 6 febbraio 2025.

## Descrizione
Hallucination è stata scritta e composta da Malthe Johansen, Chris Rohde-Frisk, Line Spangsberg, Marcus Winther-John, Linnea Deb e Melanie Wehbe, ed è stata prodotta da Johansen, Rohde-Frisk (accreditato come Chris Chordz) e Joy Deb.
Con Hallucination il 6 febbraio 2025 Sissal è stata annunciata fra gli otto partecipanti all'annuale Dansk Melodi Grand Prix, metodo di selezione per la Danimarca all'Eurovision Song Contest. All'evento, che si è svolto il successivo 1º marzo, il voto combinato di giuria e pubblico ha decretato Sissal vincitrice, dandole la possibilità di rappresentare il paese sul palco del festival europeo a Basilea. È la seconda artista faroese a cantare all'Eurovision dopo Reiley, rappresentante danese nel 2023.

## Tracce
Testi e musiche di Malthe Johansen, Chris Rohde-Frisk, Line Spangsberg, Marcus Winther-John, Linnea Deb e Melanie Wehbe.
1. Hallucination – 3:03

## Classifiche
| Classifica (2025) | Posizione massima |
| ----------------- | ----------------- |
| Grecia            | 87                |
| Lituania          | 54                |
| Svizzera          | 51                |